# Shinigami: Shibito Magire
Shinigami: Shibito Magire  (死噛 シビト マギレ) est un jeu vidéo d'aventure développé par Experience, et sorti en septembre 2022 au Japon sur Nintendo Switch et PlayStation 4. Il s'agit de la troisième entrée de la série Spirit Hunter, après Spirit Hunter: Death Mark en 2017 et Spirit Hunter: NG en 2018.
L'histoire se déroule dans une banlieue de Tokyo et voit le joueur jouer le rôle de Kazuo Yashiki, qui est engagé pour infiltrer une école en tant qu'enseignant pour enquêter sur des incidents spirituels qui s'y produisent tous les dix ans. Le joueur explore les zones dans une perspective latérale avec un certain nombre de partenaires; le choix du partenaire détermine les emplacements auxquels le joueur a accès. Le jeu est réalisé par Ataka Motoya et produit par Hajime Chikami, et a été financé par une campagne de financement participatif. Bien que comme les jeux précédents de la série soient un jeu d'aventure, il intègre également des éléments de jeux de rôle sur table.

## Système de jeu
Shibito Magire est un jeu d'aventure dans lequel le joueur explore des zones dans une perspective latérale,. Les enquêtes sont menées avec l'un des nombreux partenaires, selon le personnage, le joueur peut avoir accès à différents emplacements et objets. Chaque personnage a un ensemble de statistiques qui, dans le cas du personnage du joueur, peuvent être augmentées, ils peuvent également influer sur les résultats dans des situations dangereuses, comme lors d'une attaque par un esprit, dans un système appelé Acte Suspensif.

## Trame
Shibito Magire est situé dans une banlieue de H City à Tokyo, et tourne autour de Konoehara Academy, où des événements horribles se produisent tous les dix ans. La police est incapable d'expliquer les incidents et alors de les classer comme accidentels, mais la rumeur dit qu'ils sont causés par des esprits. Pour cette raison, le directeur de Konoehara engage Kazuo Yashiki de la famille Kujo pour infiltrer l'école en tant qu'enseignant et enquêter sur les incidents,.

## Développement
Shibito Magire est développé par Experience, et est dirigé par Ataka Motoya et produit par Hajime Chikami, avec des dessins de personnages par Fumiya Sumio et des concept art par Kazuhiro Oya. Le développement a été financé par une campagne de financement participatif sur le site Web Campfire, qui a commencé le 25 novembre 2019, avec un objectif de 15 millions de yens, qui a été atteint le 29 décembre. La campagne avait également d'autres objectifs en plus de l'objectif de base, allant jusqu'à 30 millions de yens, qui ont tous été atteints et ont ainsi permis la production d'une plus grande quantité d'actifs artistiques et de voix off, des fonctionnalités de jeu ajoutées, l'ajout d'autres personnages de la série Spirit Hunter, une nouvelle extension d'histoire et un roman,.
Le jeu a un nouveau thème et un nouveau concept par rapport aux précédents jeux Spirit Hunter : les développeurs décrivent le thème comme "une horreur sombre avec un mystère basé sur le suspense", comparé à "l'horreur de l'esprit suspense" des jeux précédents, et le concept comme "suspense qui offre un nouveau sentiment d'exploration et d'impuissance à travers des perspectives changeantes", par rapport à "une nouvelle expérience d'horreur qui succède au jeu précédent ". Bien qu'il soit, comme les précédents jeux Spirit Hunter, un jeu d'aventure, Shibito Magire intègre également des éléments inspirés des jeux de rôle sur table, tels que les statistiques des personnages qui affectent les taux de réussite de certaines actions,.
Shibito Magire et sa campagne de financement participatif ont été annoncés par Experience en septembre 2019 via leur chaîne YouTube, avec un certain nombre d'œuvres d'art conceptuelles. Il est initialement prévu de le publier par Experience au deuxième trimestre / troisième trimestre 2021 au Japon, pour Nintendo Switch et PlayStation 4. Une version PlayStation Vita a été exclue en raison d'un manque de support du système de la part du fabricant. Le jeu est finalement repoussé une première fois au 24 mars 2022, puis au 15 septembre 2022.